# 잘로몬 보흐너
잘로몬 보흐너(독일어: Salomon Bochner, 1899년 8월 20일 ~ 1982년 5월 2일)는 오스트리아-헝가리 제국, 미국의 수학자이다. 해석학 · 확률론 · 미분기하학에 공헌하였다.

## 생애
1899년 8월 20일에 당시 오스트리아-헝가리 제국에 속해 있던 크라쿠프의 유대인 가정에서 태어났다. 제1차 세계 대전을 피해 보흐너 가족은 1914년에 베를린으로 피난하였다. 베를린에서 김나지움을 졸업하였고, 베를린 훔볼트 대학교에서 에르하르트 슈미트 밑에서 박사 학위를 수여받았다.
1924년~1933년 동안 뮌헨 대학교에서 강의하였으나, 1933년에 나치 당이 독일의 정권을 잡자 유대인이었던 보흐너는 미국으로 망명하였다. 미국에서 보흐너는 프린스턴 대학교의 교수가 되었다. 1945년~1948년에는 프린스턴 고등연구소에 있었다.
1959년에 프린스턴 대학교 헨리 버처드 파인 석좌 교수(영어: Henry Burchard Fine Professor)가 되었다. 이후 1968년에 프린스턴 대학교에서 은퇴하였고, 라이스 대학교 에드거 오델 러빗 수학 석좌 교수(영어: Edgar Odell Lovett Professor of Mathematics)가 되었다. 1982년에 미국 휴스턴에서 사망하였다.